# Hiroshi Izumi
Hiroshi Izumi (jap. 泉浩, Izumi Hirsohi; * 22. Juni 1982 in Ōma, Präfektur Aomori) ist ein japanischer Judoka. Er war Olympiazweiter 2004 und Weltmeister 2005 im Mittelgewicht, der Gewichtsklasse bis 90 Kilogramm.

## Sportliche Karriere
Der 1,73 m große Hiroshi Izumi gewann 2002 die Silbermedaille bei den Weltmeisterschaften der Studierenden. Im Jahr darauf siegte er bei der Universiade in Jeju. 2004 gewann er eine Bronzemedaille bei den Asienmeisterschaften in Almaty. Bei den Olympischen Spielen 2004 in Athen besiegte er in der ersten Runde den Weißrussen Sergej Kucharenko nach zehn Sekunden. Im Achtelfinale gegen den Griechen Dionysios Iliadis benötigte er 1:24 Minuten, das Viertelfinale gegen den Argentinier Eduardo Costa gewann Izumi mit einer Koka-Wertung. Auch das Halbfinale gegen den Südkoreaner Hwang Hui-tae dauerte fünf Minuten, Izumi gewann durch Waza-ari. Im Finale unterlag er dem Georgier Surab Swiadauri nach 3:03 Minuten.
Bei den Weltmeisterschaften 2005 in Kairo bezwang er Hwang Hui-tae im Achtelfinale. Mit Siegen über den Italiener Roberto Meloni im Viertelfinale und über den Niederländer Mark Huizinga im Halbfinale erreichte er das Finale gegen den Griechen Ilias Iliadis, das Izumi ebenfalls gewann. Im Jahr darauf erkämpfte Izumi eine Bronzemedaille bei den Asienspielen 2006, nachdem er zum Auftakt gegen den Kasachen Maxim Rakov verloren hatte. 2008 siegte er bei den Asienmeisterschaften in Jeju. Bei den Olympischen Spielen 2008 in Peking gewann er seinen Auftaktkampf gegen den Australier Daniel Kelly durch Golden Score. Im  Achtelfinale schied er nach 1:36 Minuten gegen den Weißrussen Andrej Kasussjonak aus.
Hiroshi Izumi versuchte sich danach als Mixed-Martial-Arts-Kämpfer und bemühte sich später um ein Comeback im Judo, beides ohne größeren Erfolg.